# Obořiště
Obořiště (en allemand : Woborschischt) est une commune du district de Příbram, dans la région de Bohême-Centrale, en République tchèque. Sa population s'élevait à 682 habitants en 2020.

## Géographie
Obořiště se trouve à 4,5 km au sud-sud-est de Dobříš, à 11,7 km au nord-est de Příbram et à 43 km au sud-sud-ouest du centre de Prague.
La commune est limitée par Rosovice à l'ouest et au nord, par Dobříš au nord, par Svaté Pole à l'est, par Daleké Dušníky au sud-est, par Ouběnice au sud, et par Dlouhá Lhota au sud-ouest.

## Histoire
La première mention écrite de la localité date de 1333.

## Administration
La commune se compose de deux quartiers :
- Lhotka
- Obořiště

## Transports
Par la route, Obořiště se trouve à 5 km de Dobříš, à 13 km de Příbram et à 47 km de Prague. La commune est reliée à Prague par l'autoroute D4, qui traverse son territoire et dont l'accès le plus proche se trouve à Svaté Pole, à environ 2 km.